# Setge de l'Alguer
El setge de l'Alguer de 1354 fou una de les batalles de la guerra veneciano-genovesa.

## Antecedents
L'any 1350, en el marc de la complexa guerra entre la Corona d'Aragó, la República de Gènova i el Jutjat d'Arborea pel control de l'illa, la ciutat de l'Alguer havia estat cedida als catalans pels Doria, potent família lígur que controlava part del nord Sardenya. L'Alguer es va rebel·lar a aquesta cessió, provocant la reacció catalana que envià una flota per sedar la revolta, que es va estendre a tota l'illa. El 27 d'agost de 1353 Bernat II de Cabrera derrotà la flota genovesa en la batalla naval de Port del Comte, capturant o enfonsant 33 galeres i fent uns 3.500 presoners. La victòria va permetre la conquesta de l'Alguer a Bernat II de Cabrera, que va deixar de capità Gispert de Castellet amb una guarnició i va marxar amb els presoners, les galeres pròpies i les capturades en direcció a Càller. Però, tan bon punt Bernat de Cabrera va marxar, la ciutat es rebel·là massacrant la guarnició, i Gispert de Castellet va fugir. Quan va conèixer la situació a l'Alguer, Bernat II de Cabrera va atacar i derrotà els revoltats en la batalla de Quart, però va ordenar evacuar l'illa atesa la importància de la revolta. Tement la resposta catalana, Gènova va enviar un nombrós contingent toscà, genovès i llombard.

## El setge
L'estol reial, compost per 100 galeres i 12.000 homes es va concentrar a Roses, d'on va sortir el 15 de juny de 1354, arribant a l'Alguer el 22 de juny, on es van unir 30 galeres venecianes que van iniciar el setge el 24, contra una ciutat defensada per sards i genovesos, de la qual fou expulsada tota la població.

## Conseqüències
La ciutat fou repoblada des del Penedès i el Camp de Tarragona, assegurant d'aquesta manera una ciutat lleial a Pere el Cerimoniós. Marià va iniciar una lluita de guerrilles i emboscades, fins que el 1355 es va signar la pau de Sanluri que establia la partició de l'illa per la qual Marià IV d'Arborea renunciava a l'Alguer.
| « | Il linguaggio Algherese è Catalano, perchè Alghero è una colonia di Catalani, i quali la ripopolarono nel 1353, essendo stata evacuata dai Genovesi. | » |

En un document reial datat del 24 de juny de 1355 Pere el Cerimoniós fixà que la meitat superior de l'escut de l'Alguer havia d'estar formada per la Senyera Reial, fet que avui encara es manté.